# Triticum urartu
Espèce
Triticum urartu est une espèce de plantes monocotylédones de la famille des Poaceae (graminées), de la sous-famille des Pooideae, originaire du Moyen-Orient.
Cette espèce est un proche parent du blé cultivé.

## Liste des variétés
Selon Tropicos (24 juin 2017) (Attention liste brute contenant possiblement des synonymes) :
- variété Triticum urartu var. binarturutriru Gandilyan
- variété Triticum urartu var. turcicum K. Hammer & Filat.
- variété Triticum urartu var. urartu